# Amblypodia hyacinthus
Amblypodia hyacinthus är en fjärilsart som beskrevs av Johannes Karl Max Röber 1931. Amblypodia hyacinthus ingår i släktet Amblypodia och familjen juvelvingar. Inga underarter finns listade i Catalogue of Life.